# Shun Morishita
Pour les articles homonymes, voir Morishita.
Shun Morishita (森下 俊, Morishita Shun) est un footballeur japonais né le 11 mai 1986. Il évolue au poste de défenseur.

## Biographie
Shun Morishita commence sa carrière professionnelle au Júbilo Iwata. En 2009, il est transféré au Kyoto Sanga. En 2012, il rejoint le Kawasaki Frontale. En janvier 2013, il est prêté au Yokohama FC.

## Palmarès
- Finaliste de la Coupe du Japon en 2011 avec le Kyoto Sanga